# John Hsane Hgyi
John Hsane Hgyi, né le 15 décembre 1953 et mort le 22 juillet 2021, est un prélat et un prêtre catholique birman. Il a été évêque du diocèse catholique romain de Pathein du 24 mai 2003 jusqu’à sa mort du Covid-19 en juillet durant la pandémie en Birmanie.

## Biographie
John Hsane Hgyi est né le 15 décembre 1953 dans le village de Pyingadoe Mayanchaung, il est le fils de Mahn Benedict Ja Aye et de Daw Zita Chit Pan. Il faisait partie du peuple Karen.
Il a été ordonné prêtre catholique le 7 mars 1982. Il a ensuite été nommé évêque auxiliaire du diocèse de Pathein et évêque titulaire de Puppi (de) le 22 mars 2003.
Le pape Jean-Paul II a nommé Hsane Hgyi évêque du diocèse catholique romain de Pathein le 24 mai 2003, et il a été installé le 24 août.
Hgyi a été simultanément président de la Conférence des évêques catholiques de Birmanie (en) (CBCM) de 2012 à 2014.
Au moment de sa mort en 2021, Hsane Hgyi était également vice-président de la Conférence des évêques catholiques de Birmanie (en) (CBCM) et président de la Commission épiscopale pour l'œcuménisme et le dialogue interreligieux.
Pendant la pandémie de Covid-19 en Birmanie, Hsane Hgyi a rappelé au clergé et aux paroissiens de prendre des précautions pour prévenir les infections à la Covid-19. Il a publié une déclaration en juin 2021, déclarant : « Nous devons faire de la prévention car il n’y a pas de service de santé approprié et un manque de bénévoles et de travailleurs de la santé dans les centres de quarantaine. Le taux d'infections augmente et le nombre de morts a augmenté, nous devons donc faire très attention au danger du virus. »
John Hsane Hgyi meurt le 22 juillet 2021 de complications du Covid-19 à Pathein, en Birmanie, à l’âge de 67 ans.
Outre Hsane Hgyi, six autres prêtres et religieuses catholiques sont morts de la Covid-19 en Birmanie au cours des mois de juin et juillet 2021.[réf. souhaitée]